# حزب قانون اساسی
حزب قانون اساسی ایالات متحده (انگلیسی: Constitution Party)که پیشتر با عنوان حزب مالیات‌دهندگان آمریکا نیز شناخته می‌شد، یک حزب سیاسی ملی‌گرا در ایالات متحده آمریکا است، که ایدئولوژی آن بر پایه بازگشت به اصول و اهداف اصلی قانون اساسی ایالات متحده استوار است و در دیدگاه اعضای آن، روابط انسانی از اهمیت خاصی برخوردار می‌باشد.
این حزب در سال ۱۹۹۱ توسط دارل کسل (از نامزدهای انتخابات ریاست‌جمهوری ۲۰۱۶) و مدیر پیشینِ دفتر فرصت‌های اقتصادی ایالات متحده؛ هوارد فیلیپس تأسیس شد. بستر اصلی شکل‌گیری حزب قانون اساسی مبتنی بر تفسیرهایی از قانون اساسی آمریکا است، که در اعلامیه استقلال، منشور حقوق، قانون اساسی و کتاب‌مقدس آمده‌است. در سال ۲۰۱۶ اعضای حزب قانون اساسی ایالات متحده در حدود ۹۷٫۸۹۳ نفر اعلام گردید.